# Phurba Tashi

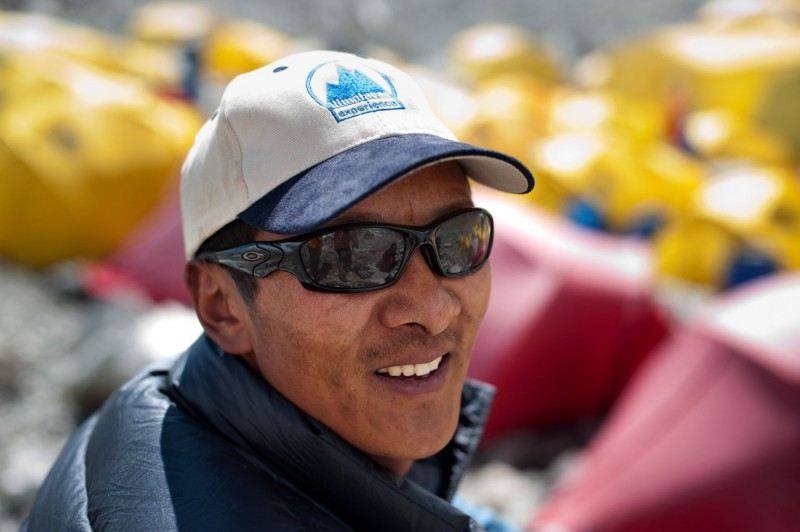
Phurba Tashi (2014)

Phurba Tashi Sherpa Mendewa (Nepali फूर्वा तासी शेर्पा मेन्डेवा, * 1971) ist ein nepalesischer Bergsteiger und Angehöriger des Volkes der Sherpa.

## Erfolge
Phurba Tashi arbeitete für den bekannten Expeditionsveranstalter HimEx (Himalayan Experience, Chef Russell Brice) als Sirdar. Weil Phurba Tashi aufgrund seiner Leistungsfähigkeit und guten Konstitution stets die Endanstiege zum Gipfel begleitete, die HimEx lange Jahre weitenteils über die Nordseite und den langen Nordostgrat führte, trägt er den Ehrennamen "Man on the Ridge", etwa "unser Mann ganz oben auf dem Grat".
2007 nahm Phurba Tashi auf Bitte von Russell Brice an einer organisierten Everest-Überquerung teil – er stieg auf der vertrauten Nordseite auf, stieg die Südseite herunter, ruhte sich drei Tage im Basislager Süd aus – und machte dann den Weg zurück von Süden über den Gipfel auf die Nordseite, eine enorme Leistung.
Phurba Tashi hat den Mount Everest bisher 21-mal bestiegen (Einstellung des Rekords von Appa Sherpa/Stand 2013). Er bestieg auch den Cho Oyu fünfmal, zweimal den Manaslu, und den Lhotse und den Shishapangma-Mittelgipfel je einmal.
Im Jahr 2002 war er zweimal mit unterschiedlichen Expeditionen auf dem Gipfel des Everest.
Mit insgesamt 30 Achttausender-Besteigungen hält er – gemeinsam mit Juanito Oiarzabal – den Rekord (Stand: Mai 2018).
In den Jahren 2006 und 2007 wurden die Expeditionen von Russell Brice von Discovery Channel begleitet. Im Rahmen der Dokumentation Everest – Spiel mit dem Tod ist Phurba Tashi mehrfach zu sehen.
Seinen gemeinsam mit den Sirdar-Kollegen Appa Sherpa und Kami Rita Sherpa gehaltenen Rekord der 21 Everest-Besteigungen verlor er in der Saison 2018, als Kami Rita das 22. Mal auf den Gipfel ging.

## Ende seines Engagements
Die chinesischen Behörden machten seit der Olympiade für den Fackellauf des chinesischen Militärs auf den Everest immer mehr Schwierigkeiten für kommerzielle Expeditionen und versuchten auch, Druck auf Nepal auszuüben, den Berg zu bestimmten Zeiten komplett zu sperren, mitunter plötzlich und in die anlaufenden Vorbereitungen hinein. Hieraus entstanden für kommerzielle Expeditionsanbieter erhebliche Planungsunsicherheiten. Es folgten verständlicher Ärger und Enttäuschungen zahlender Kunden.
Russell Brice entschied sich daher, nicht mehr von Norden anzusteigen. Es gab jedoch auch auf der nepalesischen Südseite erhebliche Probleme – 2012 brach Russell Brice seine Expedition auf der Südseite ab, weil ihm die vordefinierte Route zu gefährlich wurde. Die „Icefall Doctors“, der Voraustrupp bezahlter Sherpas, der von allen kommerziellen Anbietern gemeinsam angeheuert wird, hatte in gewohnter Manier – nahe dem Westgrat – wieder die Route durch den Eisfall versichert, aber die Teilnehmer mussten sich nun unter einer riesigen, in den Jahren gewachsenen, von der Südwestwand hängenden Eiswand bewegen.
2014 gab es dann die teils erwartete Katastrophe im Khumbu-Eisbruch auf der Südseite, bei der zwölf einheimische Sherpas starben. Seither wird die Route „Icefall-Doctor“ auf einer langen Strecke nahe an die Südseite zum Nuptse gelegt, jedoch bleibt die Route durch den Eisbruch der weitaus gefährlichste Teil des Südanstiegs, da man keinerlei Ausweichmöglichkeiten hat, wenn dort eine Lawine kommt oder ein Eisturm einstürzt.
Im Folgejahr 2015 gab es das verheerende Erdbeben, welches eine Lawine auslöste, die in das Basislager eindrang und 18 Expeditionsteilnehmer das Leben kostete. In der Folge zog sich Phurba Tashi vom Bergsteigen zurück. Zu viele Freunde von Phurba Tashi waren unter den Toten. 2016 war Phurba Tashi dann zwar noch mit im HimEx-Basislager und half Russell Brice bei der Organisation, stieg aber nicht mehr auf. Phurba Tashi hatte im Vorjahr auch seine Eltern verloren.